# Étienne d'Auriac
Pour les articles homonymes, voir Dauriac et Étienne III.
Étienne d'Auriac, mort entre mai 1284 et avril 1285, est un ecclésiastique français. Il fut en effet évêque de Mende entre 1275 et 1284. Il est resté dans le vocable mendois sous le nom d'Étienne III d'Auriac, étant le troisième évêque à se prénommer Étienne.

## Biographie
Les origines d'Étienne d'Auriac sont incertaines. Il existait au XIIIe siècle une famille noble d'Auriac à Lanuéjols, sans que l'on soit certain que l'évêque en fit partie.
À la suite du décès d'Odilon de Mercœur, le chapitre ne parvient pas à élire le nouvel évêque. Le siège reste ainsi vacant durant une année. Ce n'est qu'au début de l'année 1275 qu'est élu Étienne d'Auriac.
En 1278, il assiste au concile d'Aurillac, réunit par l'archevêque de Bourges, Guy de Sully.
Il teste en 1284 et meurt peu de temps après, avant avril 1285.